# Las urracas parlanchinas
Heckle y Jeckle (Checho y Chucho o Tuco y Tico  en las versiones en español), más conocidos como las Urracas Parlanchinas, son dos personajes de dibujos animados creados en la posguerra mundial por Paul Terry, originalmente producidos en los estudios de animación de Terrytoons por él mismo, y que se emitían a través de 20th Century Fox. Se trata de un par de pícaras urracas antropomórficas idénticas que se burlan descaradamente de sus rivales al estilo de Bugs Bunny, mientras los hacen objeto de sus bromas y gamberradas, recordando al Pájaro Loco y a la ardilla Screwy en sus inicios. A diferencia de Bugs Bunny que sólo toma represalias contra alguien tras ser provocado y siempre sale victorioso, las Urracas Parlanchinas a menudo inician sus cómicos ataques sin ser provocadas, y en varios episodios de la serie Heckle y Jeckle al final pierden el enfrentamiento con sus oponentes (Moose on the Loose, Free Enterprise, The Power of Thought, Hula Hula Land).
Según Leonard Maltin en sus obras Paul Terry las consideraba la mejor serie de dibujos animados de su estudio.

## Descripción
Ambos pájaros tienen una apariencia idéntica: delgados y negros, salvo su abdomen gris, un enorme pico anaranjado y patas de dos dedos también naranjas, pero tienen voces diferentes. En la versión original en inglés incluso tenían distintos acentos. Aunque ambos son básicamente descarados, cínicos y provocadores, Heckle quizá tiende más al enfrentamiento abierto y Jeckle es ligeramente más taimado. Ambos disfrutan de molestar a sus oponentes con insultos, sarcasmos y payasadas, pero es más probable que Heckle muestre claramente sus intenciones desde el principio, mientras que Jeckle inicialmente trata cortésmente a sus rivales para apaciguarlos con un falso sentido de seguridad antes de sumirlos en el caos. Alternativamente son presentados como un par de estafadores que buscan activamente incautos a los que engañar o simplemente como un par de gorrones que esperan ociosamente una oportunidad para conseguir una comida o un viaje gratis. Sin embargo, incluso cuando tienen un empleo remunerado (como en The Super Salesmen o Pill Peddlers) tienen un toque de pícaros charlatanes y no se resisten a las travesuras. En Sappy New Year (1961) se presentan como un par de bromistas empedernidos que tratan (sin éxito) de enmendarse.
El punto culminante de cualquier episodio de las Urracas Parlanchinas sin duda es la secuencia de la persecución, a menudo intercalada con ingeniosas bromas de las dos urracas. El dúo supera a sus adversarios al ser más listos que ellos y se regodean con comentarios que los hacen parecer más estúpidos. A veces al final las Urracas Parlanchinas reciben su merecido, ya que generalmente son las que inician el conflicto. En algunos episodios se muestra que han terminado en la cárcel (Out Again In Again, Free Enterprise, A Merry Chase), por algún delito sin especificar, mientras que en otros episodios se representa a la pareja ostensiblemente del lado de la ley y el orden (The Hitch Hikers, 'Sno Fun, Hair Cut-Ups), en lugar de huir de la justicia.
En el corto Blind Date (1954) Heckle fuerza a Jeckle a vestirse de chica para una estafa, mostrando que es físicamente más fuerte que Jeckle. En cambio en The Power of Thought (1948), es Jeckle quien a través del poder mental descubre las posibilidades ilimitadas de ser un personaje de dibujos animados, aunque Heckle es capaz de seguirle cuando le indica cómo hacerlo.

## Historia de la producción
El primer corto de animación, titulado The Talking Magpies (Las urracas parlanchinas, que se convirtió en el apodo del dúo) se estrenó en enero de 1946. En este episodio aparecía el granjero Al Falfa y su perro lelo, una versión inicial del perro Dimwit. En este momento los miembros de la pareja todavía no tenían nombre y sus picos eran blancos. Una de las urracas tenía un vago acento neoyorquino y la otra que tenía voz femenina y acento británico, además llevaba un gorro de mujer. En este corto inicial se las representaba como un ruidoso matrimonio que buscaban un nuevo hogar. La canción popular Listen to the Mockingbird se convertiría en su entradilla inicial no oficial y se interpretaba durante los títulos de crédito iniciales.
En todos los demás episodios, a partir de The Uninvited Pests de 1946, se representa a ambos como personajes masculinos, y muestran su apariencia y sus colores característicos. Los episodios fueron dirigidos de forma alternativa por Connie Rasinski, Eddie Donnelly y Mannie Davis. Se produjo un parón de cinco años en su producción coincidiendo con la permanencia de Gene Deitch en el cargo de productor de Terrytoons, que empezó en 1955. Los personajes fueron retomados por los directores Dave Tendlar y Martin Taras, cuando Deitch fue sustituido por Bill Weiss en 1960. El último corto, Messed Up Movie Makers del estudio de animación Filmation de Al Chiarito y George Bakes, se produjo en 1966.
La primera aparición de las Urracas Parlanchinas en la televisión se produjo en CBS Cartoon Theatre (más tarde conocido como Mighty Mouse Playhouse «el escenario de Súper Ratón»), el primer programa de máxima audiencia de dibujos animados (que se estrenó en 1956, cuatro años antes que Los Picapiedra). Los 52 cortos originales de las Urracas Parlanchinas, con imagen renovada para la televisión, se emitían intercalados con episodios del Ganso Gandy, Dinky Duck y Little Roquefort. El presentador original del programa era Dick Van Dyke. Los mismos episodios después se emitieron en The Heckle and Jeckle Cartoon Show, que se emitió en Estados Unidos hasta 1971. Los personajes reaparecieron en 1979 en su propio segmento dentro de The New Adventures of Mighty Mouse and Heckle & Jeckle con episodios originales y nuevas producciones de Filmation, y finalmente en The New Adventures of Heckle and Jeckle en 1981.
Aunque tenían voces diferentes las dos urracas recibían la voz del mismo doblador que con el tiempo fue cambiando: Sid Raymond (1946–47), Ned Sparks (1947–61), Roy Halee (1951–61), Dayton Allen (1956–66) y Frank Welker (1979–81).

## Doblajes
- Jorge Arvizu - Tuco
- Santiago Gil - Tico
- Raúl Gutiérrez - Tuco (redoblaje colombiano)
- José Manuel Cantor - Tico (redoblaje colombiano)
- Minami Shinsuke - (en CR TerryToons)
- Isamu Nagato - (en CR TerryToons)

## Apariciones

### Programas de televisión
- Mighty Mouse Playhouse (El escenario de Súper Ratón, 1956-1965)
- The Heckle and Jeckle Cartoon Show (El programa de caricaturas de las Urracas Parlanchinas, 1965-1971)
- The New Adventures of Mighty Mouse and Heckle & Jeckle (Las nuevas aventuras de Súper Ratón y las Urracas Parlanchinas, programa de dibujos animados - 1979-81)
- Mighty Mouse: The New Adventures (Súper Ratón: Las nuevas aventuras, programa de dibujos animados - 1987-88)

### Otras Apariciones
- En Los Simpson: En el episodio titulado "The Wizard of Evergreen Terrace" (de 1998), Homero Imagina al funeral como este, donde Heckle y Jeckle (las urracas parlanchinas) haciendo una atendencia.

- Las Urracas Parlanchinas hicieron como protagonistas en el piloto Curbside (de 1999).

- En CR Terry Toons: Mighty Mouse (Pachinko de 2008): Heckle y Jeckle (Las urracas parlanchinas) aparece en los vídeos del juego como uno de los personajes de Terrytoons.

- Kill Bill Volume 2 (2004)

### Cómics y merchanding
Se han autorizado diversos objetos de Heckle y Jeckle como juguetes, camisetas, puzles, juegos, saleros y pimenteros, disfraces, muñecos, libros para colorear, tarros de galletas y otros productos de consumo durante décadas, de diversas maneras a través de Terrytoons, CBS Television y Viacom. Se vendió durante un breve periodo de los años 1990 la serie original con los 52 episodios en vídeo VHS, pero no se ha realizado todavía un gran lanzamiento en DVD. Los personajes también aparecieron regularmente en cómics durante mucho tiempo, incluyendo los cómics de Súper Ratón, Terrytoons y Paul Terry, e incluso encabezó una serie de sus propios títulos de cómics:
- St. John Publications, Heckle and Jeckle, números del 1–24 (1951–55);
- Pines Comics, Heckle and Jeckle, números del 25–34 (1956–59);
- Dell Comics, New Terrytoons, números del 6-8 (1962);
- Gold Key Comics, New Terrytoons, números del 1-43; 47 (1962–77);
- Spotlight Comics, Mighty Mouse and Friends Holiday Special, número 1 (1987).